# Ucrania (tierra fronteriza)
Ucrania (ruso antiguo ѹkraina, en fuentes posteriores ukraina, vkraina) - en Rusia hasta el siglo XVIII, el nombre de los territorios fronterizos del país (territorios, regiones) y las ciudades ubicadas en el frontera con otros estados, similar a las "marcas" de Europa Occidental (del latín margo "borde").
Las ciudades y tierras (regiones) ubicadas en territorios fronterizos se llamaban tierras ucranianas. La población de tierras ucranianas que era sujeta a frecuentes ataques de los vecinos, fue llamada en Rusia de ucranianos o pueblo ucraniano. El término "Ucrania" en el sentido de "tierra fronteriza" también se encontraba en las lenguas eslavas occidentales.

## En historiografía

### Antiguo estado ruso
El primer uso conocido de la palabra ѹkraina está contenido en el Códice de Hipacio, en el relato de la muerte del Príncipe de Pereyáslav: Vladimir Glebovich, en 1187: "en la ѹkraina hay muchos gemidos". Era una referencia a las fortalezas de la línea defensiva de Posul, que defendían el Principado de Pereyáslav y Rusia en su conjunto de los polovtsianos. En otro extracto, se puede encontrar la expresión “Ucrania gallega”, en este extracto se enumeran las ciudades por las que pasó el Príncipe Daniel de Galitzia: Brest, Ugrovesk, Vereschin, Stolp, Komov “y toda Ucrania”.
Una mención de la palabra ѹkraina con un significado similar está contenida en las "Crónicas de Pskov", publicadas en la Colección Completa de Crónicas Rusas (PSRL). El “Cuento de Dovmont” de la 3.ª Crónica de Pskov del año 1271 habla de los pueblos de la “kraina” de Pskov.
En “La Palabra de San Gregorio, inventada en Toltsekh (La Palabra sobre los Ídolos)”, el escriba ruso escribió que el paganismo se retiró a las “Ucranias”, donde la gente continuó rezando a los dioses antiguos, pero lo hizo en secreto. : “...y ahora en Ucrania se les reza a sus dioses malditos: Perún, Khors, Mokosha y las Willis, pero hacen cosas como ottay”.

### Estado Ruso
En 1494, el Gran Duque Iván III acordó con Alejandro I Jagellón, el Gran Duque de Lituania la alianza de los súbditos "extranjeros" de ambos gobernantes para una posible defensa para prevenir los ataques de los tártaros. Como “lugares externos” también se mencionan los territorios cercanos a las ciudades de Lyubutsk y Mtsensk.
En 1496, el acuerdo entre dos príncipes de Riazán discute la propiedad de los territorios e indica que “nuestras aldeas están: en Mordva, en Tsna y en Ucrania; y esas aldeas nos son dadas por registro”.
Una colección de escritura cursiva del siglo XVII de la "Colección Uvarov" habla de la incursión de los tártaros de Crimea en 1513: “En el verano de 1513, el pueblo de Crimea llegó a Riazán, Ucrania”.
La legislación rusa del siglo XVII, a menudo menciona “Ucrania”, “ciudades ucranianas”, “ucranianos del Zar”, “nuestros ucranianos”, “ciudades ucranianas del campo salvaje” y se refiere a la presencia de fuerzas militares, es decir: personas "al servicio del Zar en Ucrania".
Desde principios de los siglos XV-XVI, existió, en el estado ruso, la "Ucrania Oka" ("Ucrania más allá del Río Oká"). La legislación rusa de los siglos XVI y XVII proporciona repetidamente una lista de ciudades de este territorio: Tula, Kashira, Krapivna, Aleksin, Sérpujov, Tarusa, Odoev. En aquella época, el término Ucrania se aplicaba a la región donde se encontraban las ciudades que estaban incluidas en la "Línea Zasechnaya", un sistema de estructuras defensivas hechas de abatis de madera, construido para detener las incursiones de los tártaros de Crimea.
A partir de 1583, todas ellas, fueron clasificados como «ucranianas», en términos administrativo-militares. Más tarde, la zona pasó a llamarse «Tula».
Desde finales del siglo XV, las regiones fronterizas entre el Zarato ruso y el Kanato de Crimea pasaron a llamarse: “Ucrania”, “nuestras Ucranias”, “nuestros lugares ucranianos”.
En 1571, se compiló “una lista de los vigilantes de las ciudades ucranianas de la "Ucrania Polaca" a lo largo del Pino, del Don, del Espada y de otros ríos”.
En 1572, en vísperas de la batalla de Molodi, en la que las tropas rusas infligieron una derrota decisiva a una horda invasora procedente del Kanato de Crimea, hubo una orden del Príncipe Mijaíl Ivanovich Vorotynsky al gobernador, sobre la organización de la defensa contra las incursiones de los tártaros de Crimea a lo largo del Río Oka, que se refirió a la región fronteriza como «Ucrania».
En la "Crónica del comienzo del reino del Zar Iván IV", que abarca el período comprendido entre 1553 y 1555, al describir las incursiones tártaras, menciona: Starodub, Ryazan y Tula Ucrania.
En las crónicas de Pskov, de 1564, se menciona a un embajador de la "Ucrania Danesa".
El término «Ucrania» también se utilizaba para referirse al territorio fronterizo de Livonia, capturado al Rey Federico II de Dinamarca, durante la Guerra de Livonia.
Durante la Guerra de Livonia, el boyardo Fyodor Vasilievich Sheremetev, el Príncipe Ivan Petrovich Shuisky y muchos otros fueron llamados gobernadores ucranianos.
En el siglo XVI, en el estado ruso había: en la frontera norte con Livonia y Suecia - "Ucrania Alemana" (Veliki Nóvgorod, Stáraya Ládoga), en la frontera occidental con el Gran Ducado de Lituania  - "Ucrania Lituana" (Pskov, Velíkiye Luki, Dorogobuzh, Vyazma), en la frontera suroeste con Polonia - Ucrania Polaca o Slobodskaya Ucrania (Ucrania Libre) (es decir, habitada por asentamientos), en la frontera sur con el "Campo Salvaje" del Kanato de Crimea se encontraba la "Ucrania de Crimea", que discurría a lo largo de la línea de las ciudades de Riazán, Tula, Odoev, Beliov, Bóljov, Kozelsk, en la frontera sureste - Riazán Ucrania (Shatsk, Pronsk, Mijáilov). Antes de la Captura de Kazán (1552), existía "Kazán Ucrania" (Vladímir, Múrom). 
En el siglo XVII, tras la Conquista Rusa de Siberia, apareció la Ucrania Siberiana (Tiumén, Tobolsk). En la antigüedad, las ciudades siberianas se llamaban "ucranianas".
En el siglo XVIII, se construyó una línea defensiva ucraniana en la frontera sur de la estepa; a finales de siglo, estas fortificaciones perdieron su relevancia debido a la Anexión de Crimea por el Imperio Ruso.

### Gran Ducado de Lituania
En el período inicial de su funcionamiento (desde mediados del siglo XIV hasta mediados del siglo XV), el idioma comercial de la oficina de los Gran Duques de Lituania, fue el idioma ruteno, que utilizaba la palabra "Ucrania" para referirse a la zona fronteriza. Los libros conservados de la oficina de los Grandes Duques de Lituania llaman de "ucranianas" a las afueras que bordean la estepa, y de "ucranianos" o "pueblo ucraniano" a los residentes locales.
En aquel momento, el concepto de “Ucrania” podía extenderse al sur del Gran Ducado de Lituania en su conjunto: el territorio moderno de Ucrania Central hasta el Mar Negro.
En una carta fechada en 1500 al Khan Meñli I Giray de Crimea, el Gran Duque de Lituania llama de “nuestra Ucrania”, a las tierras de Kiev, Volinia y Podolia, en el privilegio de 1539 para la construcción de un castillo en Kiev Polesie (lejos de las fronteras con el "Campo Salvaje"), motiva los beneficios de tales esclusas "en Ucrania".

### Polonia
El periódico polaco “Encyklopedyja Powszechna” informa que la palabra ukraina también existía en el idioma polaco antiguo donde significa “estado fronterizo”. Esta palabra se encontró en relación con las tierras de Cracovia, tierras fronterizas con los yotvingios, lituanos, pomeranios y la Orden Teutónica.

## Conversión al nombre propio
A finales del siglo XVI y principios del XVII, la palabra "Ucrania" también comenzó a designar las tierras de la Región del Medio Dnieper, es decir, las regiones centrales de la Ucrania moderna. Las fuentes polacas (generales reales y atamanes) mencionan: "nuestros castillos y lugares ucranianos", "lugares y ciudades ucranianas", "Kiev Ucrania".
En la legislación rusa del siglo XVII, aparece la “Pequeña Ucrania rusa”, “Ucrania, que se llama Pequeña Rusia”, la margen derecha del Río Dnieper se llamaba “Ucrania polaca”. La Pequeña Rusia y la Ucrania Libre estaban claramente separadas en la legislación rusa: “Los residentes de las ciudades de la Pequeña Rusia vienen al estado ruso y a las ciudades ucranianas...”.
A finales del siglo XIX, las fuerzas que luchaban por la autonomía cultural de la Pequeña Rusia comenzaron a reemplazar el concepto de Pequeña Rusia por el término "Ucrania", y la palabra "ucranianos" derivada de él, durante la ucranización soviética, reemplazó tanto al el nombre propio tradicional "Rusyn" y el oficial: "Pequeño Ruso" en una nueva calidad de etnónimo.
En la ciencia histórica ucraniana moderna, existe una versión de que el nombre de Ucrania proviene de la palabra "borde", "kraina" ( kraina ucraniana ), es decir, simplemente "país", "tierra habitada por su gente".  Al mismo tiempo, se argumenta que los términos "Ucrania" y "periferia" siempre han tenido un significado claramente diferenciado.